# Mieczysław Kłosiński

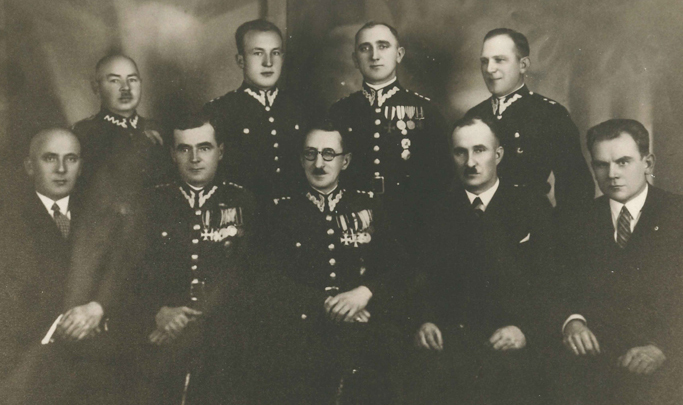
Zarząd Wojskowego Klubu Sportowego Cuiavia (1935). Trzeci od prawej siedzi ppłk Hugo Mijakowski, a czwarty kpt. Jan Stefan Witkowski. W górnym rzędzie stoją od prawej: ppor. Mieczysław Kłosiński, por. Józef Koziński i ppor. Feliks Stawicki.

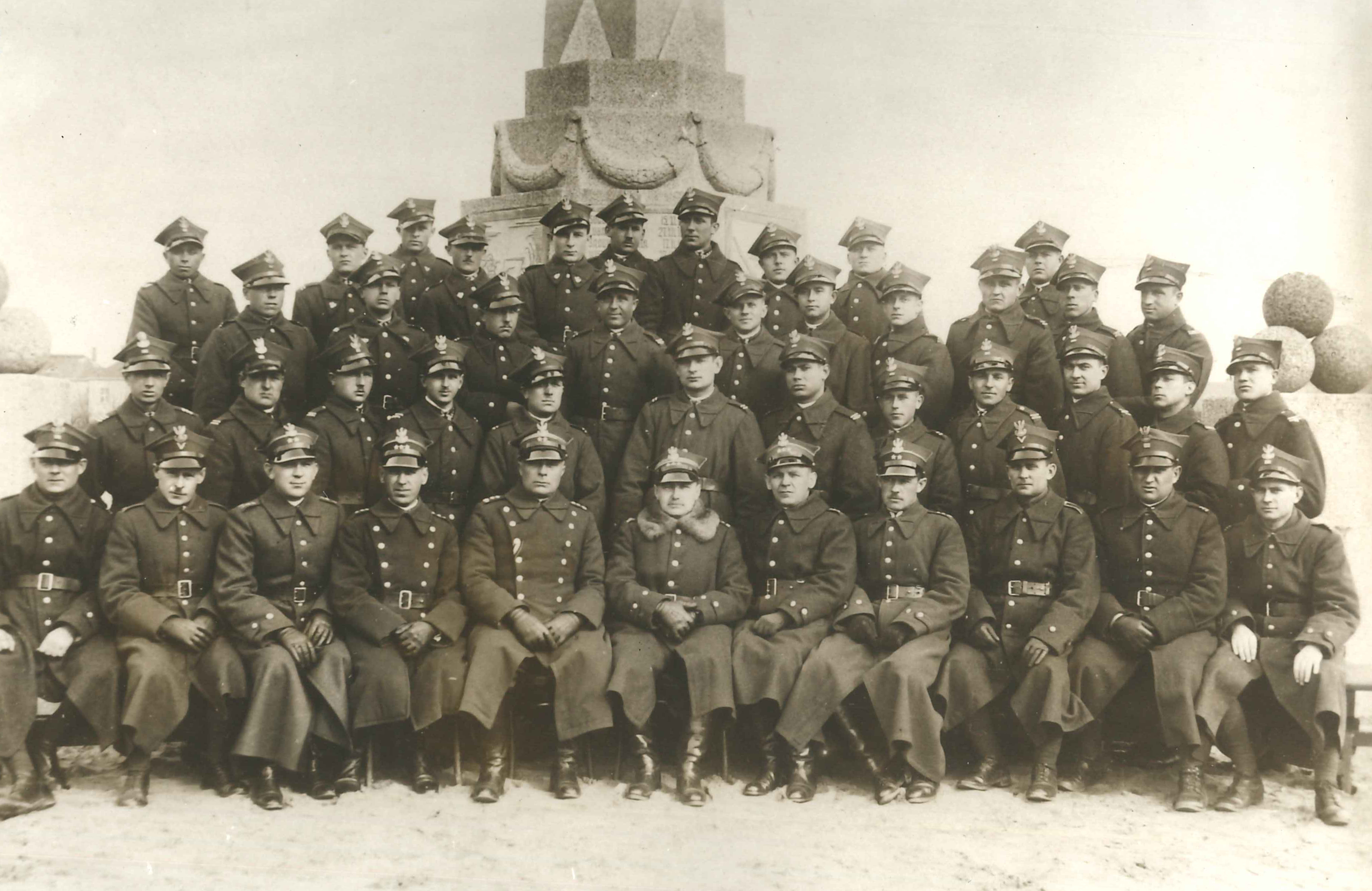
Oficerowie i żołnierze 14 pp (lata 1936-1937). Siedzą od prawej: 4 - por. Lucjan Smolarczyk, 5 - kpt. Ignacy Alejski, 7 - ppłk Franciszek Sudoł, 8 - kpt. Antoni Berger, 9 - por. Mieczysław Kłosiński.

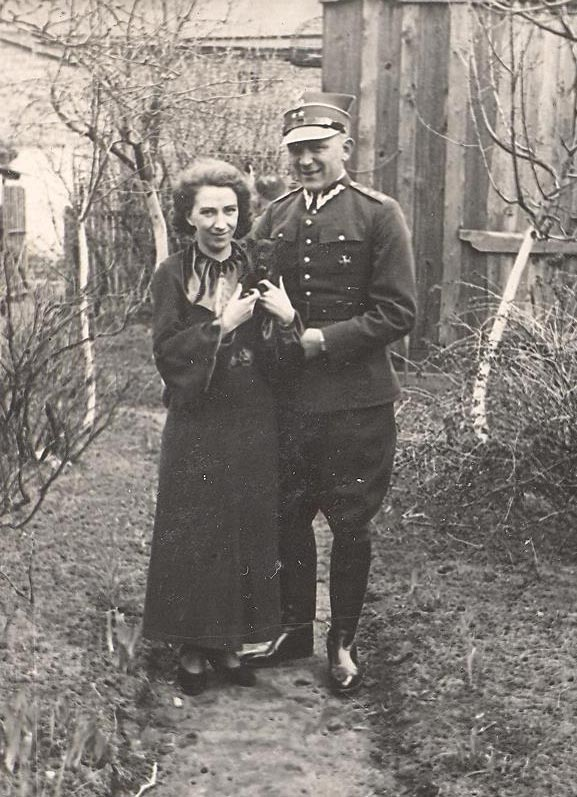
Por. Mieczysław Kłosiński w ogródku z żoną Cecylią.

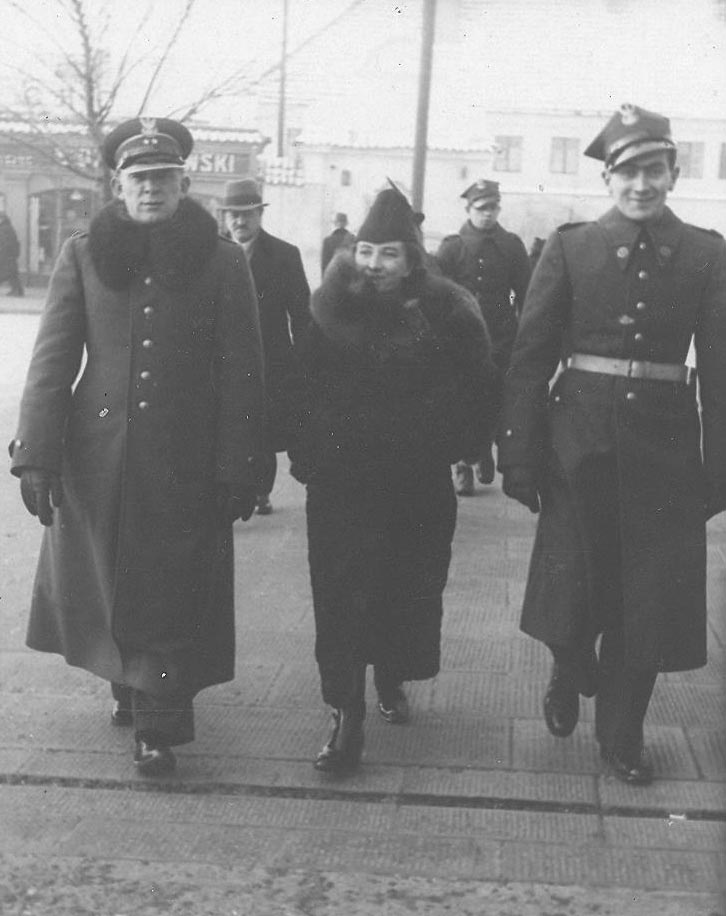
Porucznik Mieczysław Kłosiński podczas służby w Korpusie Ochrony Pogranicza.

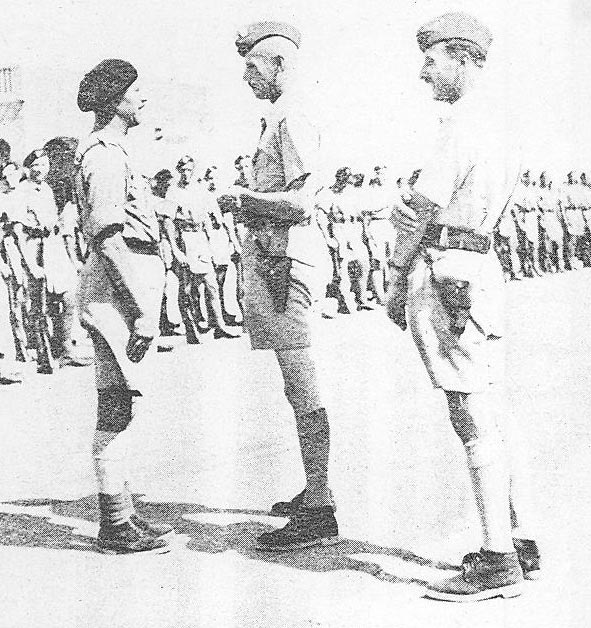
Por. Mieczysław Kłosiński, jako komendant Szkoły Podchorążych Broni Pancernej, w rozmowie z gen. dyw. Władysławem Andersem.

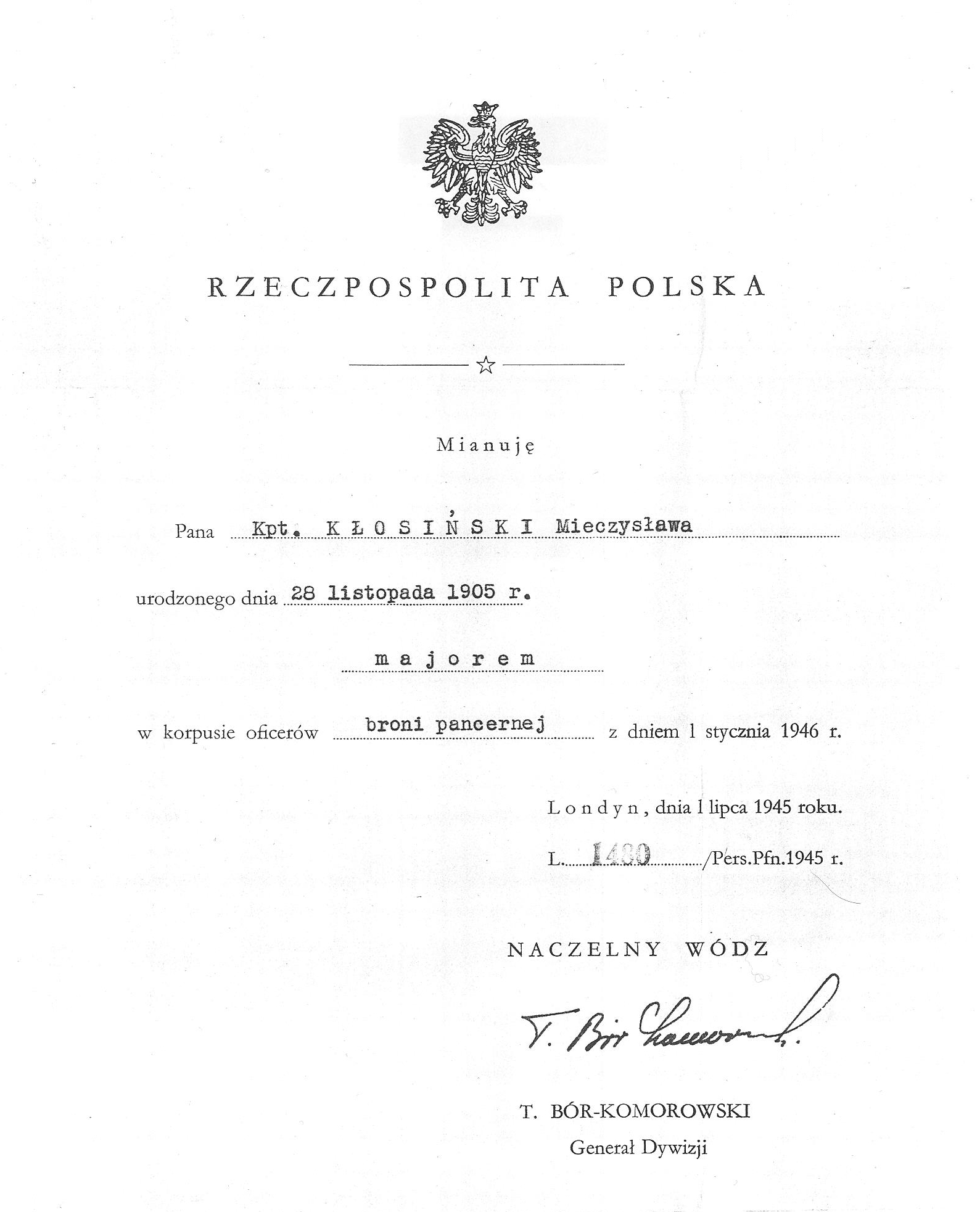
Akt mianowania na stopień majora broni pancernych.

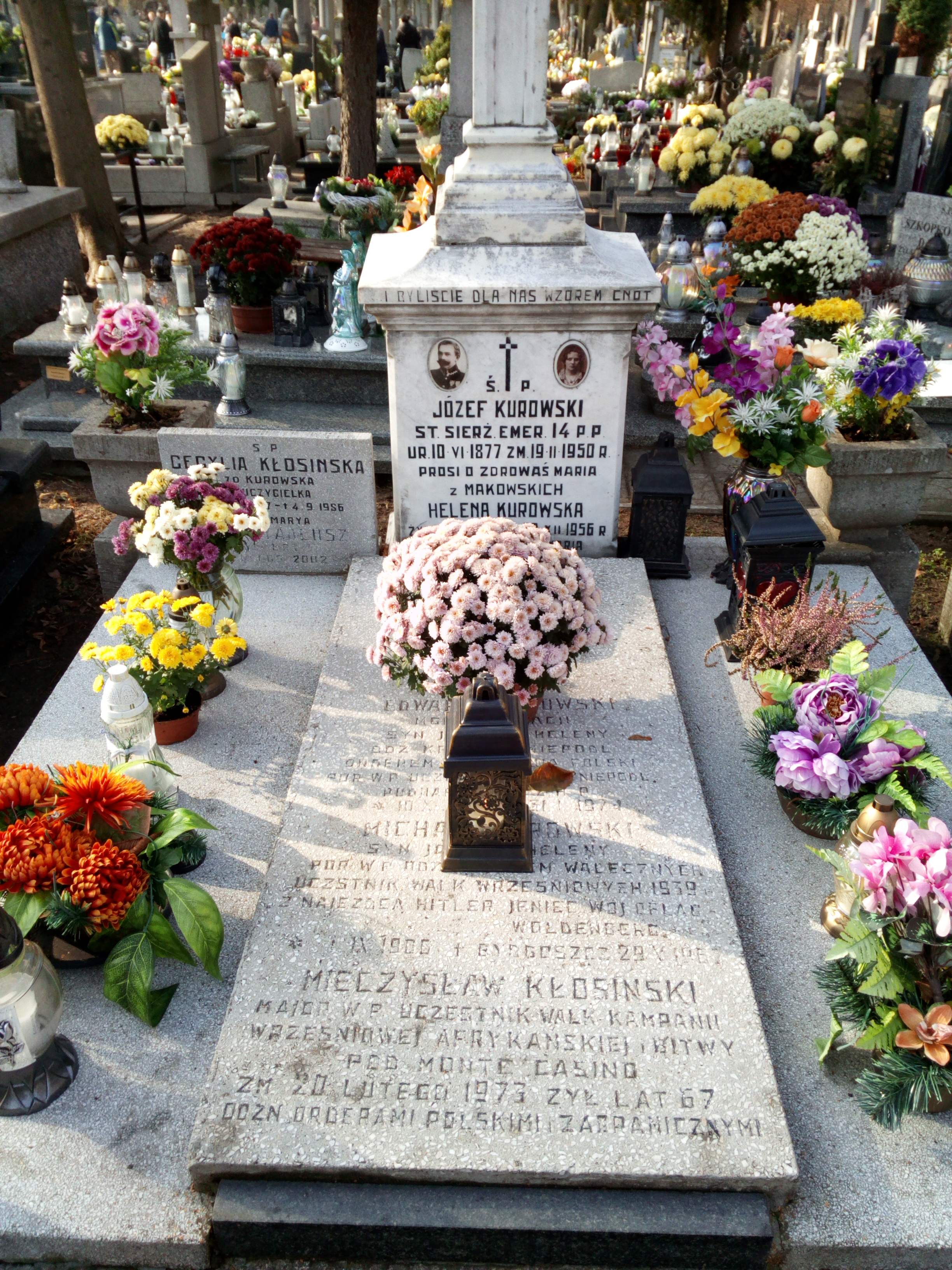
Symboliczna tablica upamiętniająca mjr. Mieczysława Kłosińskiego na włocławskim cmentarzu komunalnym.

Mieczysław Kłosiński (ur. 28 listopada 1905 w Płocku, zm. 20 lutego 1973 w Springfield) – porucznik piechoty Wojska Polskiego, major broni pancernych Polskich Sił Zbrojnych, komendant Szkoły Podchorążych Rezerwy Broni Pancernej, pełniący obowiązki zastępcy dowódcy Pułku 7 Pancernego.

## Młodość
Urodził się w Płocku jako syn Jana i Konstancji z Nowackich. Do Wojska Polskiego wstąpił w dniu 17 października 1927 roku. W toku swej służby awansował do stopnia kaprala i zaliczony został do korpusu podoficerskiego. W roku 1930 służył w wojskach pancernych i posiadał już rangę plutonowego. Rok później, po złożeniu maturalnych egzaminów eksternistycznych, został skierowany do bydgoskiej szkoły kształcącej podoficerów zawodowych na oficerów.
Absolwent Szkoły Podchorążych dla Podoficerów w Bydgoszczy. Zarządzeniem Prezydenta Rzeczypospolitej Ignacego Mościckiego z dnia 5 sierpnia 1933 r. (opublikowanym w Dzienniku Personalnym Ministerstwa Spraw Wojskowych Nr 9 z 1933 roku) mianowany został na stopień podporucznika w korpusie oficerów piechoty, ze starszeństwem z dniem 15 sierpnia 1933 roku i 20. lokatą. Zarządzeniem Ministra Spraw Wojskowych (podpisanym w zastępstwie przez gen. dyw. Kazimierza Fabrycego) wcielony został do 14 pułku piechoty, stacjonującego we Włocławku. W pułku tym pełnił, między innymi, funkcje młodszego oficera – dowódcy plutonu w 4 kompanii strzeleckiej w II batalionie (na dzień 21 września 1933 roku i na dzień 4 września 1934 r.) oraz dowódcy plutonu w 6 kompanii strzeleckiej w II batalionie (na dzień 17 września 1934 roku). Jako podporucznik 14 pułku piechoty zajmował na dzień 5 czerwca 1935 roku 18. lokatę w swoim starszeństwie (była to jednocześnie 137. lokata łączna wśród podporuczników korpusu piechoty).
Awansowany do stopnia porucznika został ze starszeństwem z dnia 1 stycznia 1936 roku oraz 113. lokatą w korpusie oficerów piechoty. Na dzień 21 września 1936 r. dowodził plutonem w 3 kompanii c.k.m. w III batalionie 14 pułku piechoty.

## Służba w Korpusie Ochrony Pogranicza[b]
Rozkazem Biura Personalnego Ministerstwa Spraw Wojskowych z dnia 22 lutego 1937 r. (L.dz. 244/, tj. II-3) został przeniesiony z 14 pułku piechoty do Korpusu Ochrony Pogranicza. Na mocy rozkazu dowódcy KOP z dnia 27 lutego 1937 r. (L. dz. 1014/tj/Pers. I/37) został przydzielony do batalionu KOP „Sejny”. Po przybyciu w dniu 8 marca 1937 roku do batalionu „Sejny”, wyznaczony został przez jego dowódcę (rozkazem dziennym Nr 35 z dnia 9 marca 1937 r.) na stanowisko dowódcy plutonu w kompanii karabinów maszynowych. Od dnia 8 listopada do grudnia 1937 r. zajmował w zastępstwie stanowisko dowódcy kompanii k.m., a od dnia 23 maja 1938 r. do dnia 10 lipca 1938 r. pełnił obowiązki dowódcy tejże kompanii. Z dniem 11 lipca 1938 r. został ponownie mianowany dowódcą plutonu w kompanii ckm, po zdaniu agend dowódcy tej kompanii. Piastował również stanowisko prezesa Spółdzielni Spożywców KOP „Zgoda”, założonej przy macierzystym batalionie. W grudniu 1938 r. został powołany na zastępcę prezesa zarządu Wojskowego Klubu Sportowego „Sejny”. W tym czasie zajmował również stanowisko prezesa sekcji strzeleckiej tego klubu. Z dniem 17 lutego 1939 r. wszedł w skład komisji rewizyjnej WKS „Sejny”. Rozkazem dowódcy brygady KOP „Grodno” z dnia 31 marca 1939 r. został wyznaczony, wraz ze st. sierż. Janem Podsiadłym, asesorem Wojskowego Sądu Rejonowego w Grodnie. W tym czasie pozostawał nadal na stanowisku dowódcy plutonu w kompanii karabinów maszynowych. Na dzień 23 marca 1939 roku zajmował 98. lokatę wśród poruczników korpusu piechoty w swoim starszeństwie (starszeństwo z dnia 1 stycznia 1936 r.). W dniu 28 maja 1938 r. rozkazem dowódcy KOP odznaczony został Brązowym Medalem za Długoletnią Służbę. Na mocy zarządzenia z dnia 11 lipca 1938 roku, podpisanego przez Prezesa Rady Ministrów Felicjana Sławoja Składkowskiego, nadano por. Kłosińskiemu Srebrny Krzyż Zasługi – za zasługi w służbie granicznej.

## Kampania wrześniowa
We wrześniu 1939 roku por. Kłosiński zajmował stanowisko dowódcy kompanii c.k.m. odtworzonego (po zmobilizowaniu II batalionu 134 pułku piechoty rezerwowego) batalionu KOP „Sejny”. W dniu 6 września batalion wyruszył z Sejn, by dnia 17 września 1939 r. dotrzeć nad Niemen, gdzie jego dowódca dowiedział się o sowieckiej agresji. W związku z tym batalion powrócił do miasteczka Sopoćkinie (por. Kłosiński o agresji radzieckiej dowiedział się we wsi Hoża). W dniu 21 września 1939 r. wieczorem batalion „Sejny” (w składzie 1 i 5 kompanii strzeleckich oraz większości kompanii ckm, przy której pozostał por. Kłosiński) rozlokowany był na przedpolu Sopoćkiń i osłaniał stacjonujący tu sztab polowy DOK Nr III oraz kwaterę jego dowódcy – gen. bryg. Józefa Olszyny-Wilczyńskiego (który został zamordowany przez Rosjan w pobliżu Spoćkiń następnego dnia rano). W nocy z 21 na 22 września część kompanii ckm (bez porucznika Kłosińskiego) wraz z 2 i 3 kompaniami strzeleckimi baonu „Sejny” wzięły udział w próbie uchwycenia mostu na rzece Łosośnie, co miało przeciwdziałać spodziewanemu radzieckiemu uderzeniu z kierunku Grodna. Oddziały wysłane zostały zarekwirowanymi autobusami, lecz nie zdołały uchwycić mostu przed radzieckimi czołgami z Oddziału Wydzielonego 2 Brygady Pancernej. W okolice Spoćkiń oddziały te powróciły w godzinach popołudniowych 22 września, lecz nie dotarły do samego miasteczka, gdyż w nocy z 21 na 22 września pozostała część baonu „Sejny” wzięła udział w jego obronie przed sowieckimi czołgami i po godzinnej walce została zmuszona do wycofania się, ponosząc przy tym znaczne straty. Podczas obrony Sopoćkiń niepełna kompania ckm dowodzona przez por. Kłosińskiego zwalczała ogniem cekaemów i moździerzy atak wrogich czołgów. Następnie osłaniała ona wycofywanie się pododdziałów baonu za Kanał Augustowski, gdzie nastąpiło połączenie z grupami wracającymi z nieudanej próby uchwycenia mostu. W dniu 23 września żołnierze baonu „Sejny” walczyli w rejonie śluzy Nowosiółki i w Kaletach, gdzie Rosjanie zamordowali kilku ujętych żołnierzy batalionu oraz załogę strażnicy KOP „Jelinki”. Obroną Kalet dowodził ppłk Michał Osmola – dowódca batalionu „Sejny”. Obrona tej miejscowości przed sowiecką piechotą i czołgami trwała od godziny 16:00 do godziny 17:30. Żołnierze polscy otrzymali rozkaz prowadzenia walk opóźniających i zbiórki w Budwieciu. Następnie batalion odszedł w ogólnym kierunku na Stanowisko i Giby. Kompanie rozbite w lasach augustowskich zbierały się do północy w nakazanym rejonie. Po osiągnięciu Budwiecia ppłk Osmola – wobec braku żywności, amunicji i przede wszystkim możliwości prowadzenia dalszych działań – podjął decyzję o zaniechaniu dalszej walki. W dniu 24 września 1939 roku około godziny 1:30 porucznik Mieczysław Kłosiński wraz z resztkami batalionu KOP „Sejny” przekroczył granicę z Litwą w miejscowości Kouknary (obecnie Kauknoris), udając się na internowanie. Na Litwę dotarło około 30% pierwotnego stanu osobowego batalionu.

## Internowanie i radziecka niewola
Zaraz po przekroczeniu granicy polsko-litewskiej przez ostatnie wozy batalionu pojawiły się czołgi sowieckie, które zatrzymały się na tejże granicy. Baon przybył do miejscowości Kopciowo, gdzie złożył broń na żądanie władz litewskich. Tutaj nastąpił postój, a Litwini nakarmili polskich żołnierzy. W Olicie oddzielono oficerów od żołnierzy, a ci pierwsi trafili na krótko do Rakiszek, po czym przeniesiono ich do obozu w Kalwarii na Suwalszczyźnie. W listopadzie 1939 roku wraz z por. Kłosińskim przebywało w obozie internowania w Kalwarii około sześciuset oficerów Wojska Polskiego. Po aneksji Litwy przez ZSRR, dokonanej w czerwcu 1940 r., trafił w dniu 10 lipca 1940 roku do obozu w Putywlu na Ukrainie, a z dniem 22 czerwca 1941 r. przeniesiony został do obozu NKWD w Griazowcu (Rosja) . W wyniku „amnestii” ogłoszonej po podpisaniu układu Sikorski-Majski został zwolniony z obozu. W dniu 3 września 1941 roku przybył do Tatiszczewa, gdzie wstąpił do organizowanych tam Polskich Sił Zbrojnych dowodzonych przez gen. dyw. Władysława Andersa.

## W Polskich Siłach Zbrojnych
W dniu 5 marca 1942 roku sformowano w Kaindzie (Kirgizja), na terenie ZSRR, Szkołę Podchorążych Rezerwy Broni Pancernej dla nowych elewów, wchodzącą w skład Centrum Wyszkolenia Broni Pancernej (utworzonego z dniem 15 lutego 1942 roku w Karabałty – Woźniesienowka). Porucznik Mieczysław Kłosiński (przeniesiony już w tym czasie do korpusu oficerów broni pancernych) został komendantem I promocji tejże szkoły. Słuchacze przybyli do szkoły w dniu 26 lutego 1942 r., a I promocja miała swój okres unitarny w okresie od 5 do 21 marca 1942 roku. W dniu 26 marca 1942 r. kadrę i słuchaczy szkoły przewieziono koleją do Krasnowodzka, a w dniu 2 kwietnia 1942 roku przetransportowano ich statkiem do Persji. W dniu 27 kwietnia 1942 r. szkołę przeniesiono do Egiptu, następnie do Palestyny, potem zaś do Iraku. Dopiero tu rozpoczęto właściwe szkolenie pancerne, które zakończono 27 lutego 1943 roku. Szkołę ukończyło 102 uczniów (z rozpoczynających kurs 148 elewów), którzy zostali promowani na podchorążych. Mieczysław Kłosiński zajmował stanowisko komendanta Szkoły Podchorążych Rezerwy Broni Pancernej przez cały okres trwania I promocji, a na zakończenie szkolenia odebrał defiladę swych podkomendnych. Po ewakuacji ze Związku Radzieckiego oraz przybyciu na Bliski Wschód, porucznik Kłosiński znajdował się na ewidencji 4 Batalionu Czołgów.
Awansowany do stopnia kapitana został ze starszeństwem z dniem 1 marca 1944 roku. Od dnia 15 września 1945 roku służył w Pułku 7 Pancernym. Powrót pułku z Włoch do Wielkiej Brytanii odbywał się w trzech transportach. Kapitan Kłosiński powrócił ostatnim z nich, który w dniu 5 lipca 1946 r. przemieszczony został z Gubbio (miejsce stacjonowania pułku) do Maceraty. Kilka dni później 22 oficerów i 244 szeregowych trafiło do obozu przejściowego w Neapolu, skąd w dniu 15 lipca o godzinie 18:00 odpłynęli brytyjskim statkiem s.s. „Ormonde”. Do Zjednoczonego Królestwa kpt. Mieczysław Kłosiński przybył w dniu 22 lipca 1946 roku. Sporządzona dzień później w obozie Hardwick Hall (hrabstwo Derbyshire) obsada Pułku 7 Pancernego wykazywała kpt. Mieczysława Kłosińskiego na stanowisku pełniącego obowiązki zastępcy dowódcy pułku.
Na podstawie rozkazu L. dz. 6675/Pers/46 z dnia 17 sierpnia 1946 roku mianowano go dowódcą szwadronu w Pułku 7 Pancernym. Wybrany został na przewodniczącego „Kapituły Odznaki Pułkowej Pułku 7 Pancernego”, której pierwsze posiedzenie odbyło się w dniu 10 sierpnia 1946 roku. Dnia 14 sierpnia 1946 roku Kapituła Odznaki Pułkowej Pułku 7 Pancernego złożyła wniosek o nadanie kpt. Kłosińskiemu odznaki pułkowej rzeczywistej. Przyznana mu odznaka pułkowa nosiła numer 2B.
W dniu 26 marca 1947 r. otrzymał stopień oficera Polskiego Korpusu Przysposobienia i Rozmieszczenia oraz numer osobowy 6971. Podczas swego pobytu na obczyźnie uzyskał tytuł inżyniera, a przez władze emigracyjne awansowany został w 1947 roku do rangi majora. Na początku 1952 roku wyjechał do Stanów Zjednoczonych. W dniu 18 lutego 1952 r. przybył do Nowego Jorku na pokładzie statku s.s. „Homeland”, którym wypłynął z Southampton dnia 9 lutego 1952 roku. Jako miejsce swego pobytu wskazał wówczas New Haven w stanie Connecticut. Do końca życia mieszkał już w USA. Zmarł w dniu 20 lutego 1973 r. pod nazwiskiem Mitchell Klosinski w Springfield (stan Massachusetts).

## Rodzina
Mieczysław Kłosiński żonaty był z Cecylią z domu Kurowską (ur. w Sierpcu dnia 30 grudnia 1907 r., zm. 4 września 1986 r. we Włocławku), córką emerytowanego starszego sierżanta 14 pp – Józefa Kurowskiego i Heleny. Związek małżeński zawarli we włocławskiej parafii wojskowej pw. Św. Michała w dniu 27 czerwca 1936 roku. Mieli syna Tadeusza Mieczysława (ur. 17 czerwca 1937 w Grodnie, zm. 1 września 2002 we Włocławku). Żona i syn spoczywają na włocławskim cmentarzu (sektor 34, rząd 4, grób 56). Na ich grobie znajduje się symboliczna płyta nagrobna Mieczysława Kłosińskiego. Zawarto na niej informację, że był majorem Wojska Polskiego, uczestnikiem kampanii wrześniowej, kampanii afrykańskiej i bitwy pod Monte Cassino, odznaczonym orderami polskimi i zagranicznymi.

## Awanse
- podporucznik (15.8.1933)[2]
- porucznik (1.1.1936)[3]
- kapitan (1.3.1944)[32]
- major (1.1.1946)[q][39]

## Ordery i odznaczenia
- Srebrny Krzyż Zasługi z Mieczami[r]
- Srebrny Krzyż Zasługi[40]
- Brązowy Medal za Długoletnią Służbę[s]
- Krzyż Pamiątkowy Monte Cassino Nr 746[t]
- Medal Wojska[u]
- Gwiazda za Wojnę 1939–1945[v]
- Gwiazda Afryki[w]
- Gwiazda Italii[x]
- Odznaka Pułkowa Pułku 7 Pancernego[41]
- Odznaka pamiątkowa 2 Korpusu Polskiego[y]